# باسيلدون يونايتد
باسيلدون يونايتد (بالإنجليزية: Basildon United Football Club)‏ هو نادٍ لكرة القدم يقع مقره في باسيلدون، إسكس.